# Feels Like I’m Falling in Love
Feels Like I’m Falling in Love (stilisiert in Kleinbuchstaben, ohne Leerzeichen dazwischen) ist ein Lied der britischen Pop-Rock-Band Coldplay aus dem Jahr 2024.

## Entstehung und Veröffentlichung
Das Lied wurde von den Coldplay-Mitgliedern Guy Berryman, Jonny Buckland, Will Champion und Chris Martin, zusammen mit den Koautoren Oscar Holter, Jon Hopkins, Apple Martin, Max Martin sowie Tim Rutili, getextet beziehungsweise komponiert. Holter und Max Martin zeichneten darüber hinaus mit Daniel Green, Michael Ilbert und Bill Rahko für die Produktion verantwortlich.
Die Erstveröffentlichung von Feels Like I’m Falling in Love erfolgte als Single am 21. Juni 2024 bei Parlophone Records. Diese erschien als digitaler Einzeltrack zum Download und Streaming (Katalognummer: 5021732405999). Am 4. Oktober 2024 erschien das Lied als Teil von Coldplays zehnten Studioalbum Moon Music, dessen erste Singleauskopplung es ist.

## Liveauftritte
Am 16. Juni 2024, während der Music of the Spheres World Tour in Budapest, trat die Band mit Feels Like I’m Falling in Love zum ersten Mal öffentlich auf. Die Band spielte den Titel auch auf dem Glastonbury Festival am 29. Juni 2024.

## Musikvideo
Das Musikvideo zu Feels Like I’m Falling in Love wurde im Odeon des Herodes Atticus in Athen, Griechenland, gedreht. Berichten lokaler Medien zufolge hatte es ein Budget von drei Millionen Euro. Das Musikvideo unter der Regie von Ben Mor, das Texte in Gebärdensprache enthält, wurde am 1. Juli 2024 veröffentlicht. Der Juli wird vor allem in den USA als Monat des Disability Pride gefeiert.

## Rezensionen
Andrew Unterberger vom Billboard beschrieb den Titel als „Coldplay, die im Allgemeinen das tun, was sie am besten können: Liebeslieder mit stimmungsvollen Strophen und blutigen Refrains, an die man sich nach einmaligem Hören erinnern kann“. Hit Radio FFH beschrieb es als „besondere Mischung aus elektronischen und akustischen Elementen, gepaart mit einer eingängigen, angenehmen Melodie.“

## Kommerzieller Erfolg

### Chartplatzierungen
Feels Like I’m Falling in Love avancierte zum weltweiten Charthit. In Deutschland stieg das Lied am 28. Juni 2024 auf Rang 80 der Singlecharts ein und erreichte seine beste Platzierung mit Rang 31 am 30. August 2024. Die Band platzierte damit ihren 28. Titel in den Charts. In den deutschen Airplaycharts erreichte es am 16. August 2024 die Chartspitze und avancierte so zum sechsten Nummer-eins-Erfolg in der Chartauswertung.
| ChartsChartplatzierungen       | Höchstplatzierung | Wochen |
| ------------------------------ | ----------------- | ------ |
| Deutschland (GfK)              | 31 (17 Wo.)       | 17     |
| Österreich (Ö3)                | 3 (13 Wo.)        | 13     |
| Schweiz (IFPI)                 | 19 (18 Wo.)       | 18     |
| Vereinigte Staaten (Billboard) | 81 (1 Wo.)        | 1      |
| Vereinigtes Königreich (OCC)   | 16 (19 Wo.)       | 19     |

### Auszeichnungen für Musikverkäufe
| Land/Region                  | Auszeichnungen für Musikverkäufe (Land/Region, Auszeichnung, Verkäufe) | Verkäufe |
| ---------------------------- | ---------------------------------------------------------------------- | -------- |
| Australien (ARIA)            | Platin                                                                 | 70.000   |
| Frankreich (SNEP)            | Gold                                                                   | 100.000  |
| Kanada (MC)                  | Gold                                                                   | 40.000   |
| Österreich (IFPI)            | Gold                                                                   | 15.000   |
| Schweiz (IFPI)               | Gold                                                                   | 15.000   |
| Spanien (Promusicae)         | Gold                                                                   | 30.000   |
| Vereinigtes Königreich (BPI) | Gold                                                                   | 400.000  |
| Insgesamt                    | 6× Gold · 1× Platin ·                                                  | 670.000  |

Hauptartikel: Coldplay/Auszeichnungen für Musikverkäufe